# رنگین‌تاب (ترانه)
" رنگین‌تاب"(به انگلیسی: Iridescent) یک ترانه از گروه راک آمریکایی لینکین پارک است.
این ترانه به عنوان چهارمین و آخرین تک‌آهنگ و دوازدهمین قطعهٔ آلبوم یک هزار خورشید در ۲۷ می ۲۰۱۱ و در سبک آلترنتیو راک منتشر شد و به عنوان موسیقی متن در قسمت سوم فیلم تغییر شکل دهندگان به کار رفته‌است.

## سبک و مفهوم
این ترانه دربارهٔ امیدوار بودن در بین سیل هرج و مرجی و غم است. مثل تک‌آهنگ قبلی یعنی سوختن در آسمانها توسط مایک شینودا و چستر بنینگتون خوانده شده و در بعضی قسمت‌ها صدای اعضای گروه به صورت گروه کر شنیده می‌شود.

## زمینه
پس از ساخت ترانه‌های آنچه من انجام دادم و جدایی نو برای قسمت‌های اول و دوم فیلم تغییر شکل دهندگان، ترانهٔ " رنگین‌تاب" برای قسمت سوم این فیلم یعنی "تاریکی ماه" توسط آهنگساز این فیلم، استیو جابلونسکی که خود یکی از طرفداران "لینکین پارک" است و همین‌طور مایک شینودا انتخاب شد. به نظر آنها مضمون آهنگ "عبرت‌گیری از اشتباهات" با فیلم همخوانی داشت.
موقع انتشار این ترانه، گروه مسابقه‌ای را برگزار کرد تا طرفداران برای " رنگین‌تاب" روی جلد طراحی کنند. لینکین پارک اعلام کرد طرح برنده در اولین اجرای این آهنگ در "میدان سرخ" مسکو نمایش داده خواهد شد. طراحان باید کارهای خود را به صفحهٔ رسمی لینکین پارک در سایت "deviantArt" می‌فرستادند. در آخر برنده شخصی بود به نام محمد عظیم از مالزی که طرح او با تغییراتی قبول شد.

## موزیک ویدئو
ویدئویی که جو هان برای این ترانه ساخت بر اساس ضرب‌المثل معروف شهر کور هاست: در شهر کورها، یک چشم پادشاه است. شخصیت‌های این ویدئو هم بر اساس همین ضرب‌المثل شکل گرفته‌اند. مایک شینودا نقش پادشاه یک چشم و بقیه اعضای گروه هم کور و با لباس‌های پاره‌پاره، نقش مردم شهر را بازی می‌کنند. صحنه‌ای که همه دور یک میز نشسته‌اند یادآور روایت معروف شام آخر عیسی مسیح است. در این ویدئو صحنه‌هایی هم از شخصیت‌های ربات فیلم تغییر شکل دهندگان نشان داده می‌شود و در کل داستان ویدئو دربارهٔ آیندهٔ آخرالزمان انسانهاست که توسط ربات‌ها تسخیر شده‌اند.
ویدئو سیاه و سفید است ولی در بعضی از صحنه‌ها قسمت‌های رنگی را می‌توان تشخیص داد مثل چشم قرمز رباتها. شخصیت‌ها لباس‌های عجیب و غریبی بر تن دارند مثلاً چستر بنینگتون، استخوان فک انسان را به گردن انداخته و در لباس مایک شینودا در قسمت شانه از شاخ حیوان استفاده شده. مایک شینودا همراه خود یک مار و یک سگ دارد که اسم مار را "Trevor" گذاشت و البته در ابتدا به خاطر حضور مار خیلی عصبی بود. تخت پادشاهی مایک و میز بزرگ غذاخوری هم با شاخ گوزن تزئین شده و به‌طور کل این ویدئو با استفاده از تکنیک پردهٔ سبز فیلمبرداری شده‌است. ویدئو در تاریخ ۳ ژوئن ۲۰۱۱ در رسانه‌های "MTV" و "VH1" پخش شد.
این ویدئو دارای نسخهٔ سه بعدی است که در ۲۸ ژوئن ۲۰۱۱ خبر انتشار آن توسط گروه داده شد.

## اجراهای زنده
«رنگین‌تاب» در بیشتر کنسرتهای تور یک هزار خورشید اجرا شده‌است و برای اولین بار هم در کنار نخستین نمایش قسمت سوم فیلم تغییر شکل دهندگان در «میدان سرخ» مسکو در روسیه اجرا شد. در اجراهای سال ۲۰۱۲ این ترانه با قطعاتی از ترانه‌های سایه روز و باقی مانده را کنار بگذار میکس و اجرا می‌شود.

## رتبه در جدول
| جدول ۲۰۱۱                         | رتبه در جدول |
| --------------------------------- | ------------ |
| چارت تک‌آهنگهای استرالیا           | ۵۲           |
| چارت (ARIA) استرالیا              | ۳۹           |
| تک آهنگهای آلمان                  | ۴۶           |
| جدول پخش آلمان                    | ۷۴           |
| تک آهنگ‌های ژاپن                   | ۹۵           |
| تک آهنگ‌های لهستان                 | ۲۵           |
| تک آهنگ‌های سوئیس                  | ۶۹           |
| چارت بین‌المللی کره جنوبی          | ۲            |
| تک آهنگ‌های بریتانیا               | ۱۲           |
| ترانه‌های راک بریتانیا             | ۱            |
| ۱۰۰ برتر بیلبورد آمریکا           | ۸۱           |
| بیلبورد آمریکا: ترانه‌های آلترنتیو | ۱۹           |
| بیلبورد آمریکا: ترانه‌های راک      | ۲۹           |